# Strophomenia debilis
Strophomenia debilis is een Solenogastressoort uit de familie van de Strophomeniidae. De wetenschappelijke naam van de soort is voor het eerst geldig gepubliceerd in 1902 door Nierstrasz.